# Come to the Well
Come to the Well è il quinto album in studio del gruppo musicale statunitense Casting Crowns, pubblicato nel 2011.

## Tracce
1. Courageous – 3:59
2. City On the Hill – 4:09
3. Jesus, Friend of Sinners – 5:38
4. Already There – 4:31
5. The Well – 4:55
6. Spirit Wind – 5:18
7. Just Another Birthday – 4:27
8. Wedding Day – 4:25
9. Angel – 3:44
10. My Own Worst Enemy – 3:29
11. Face Down – 3:37
12. So Far to Find You – 5:00

## Formazione
- Hector Cervantes – chitarra
- Juan DeVevo – chitarre
- Melodee DeVevo – violino, cori
- Megan Garrett – piano, tastiere, cori
- Mark Hall – voce
- Chris Huffman – basso
- Brian Scoggin – batteria